# Evangelische Kirche (Wingershausen)

Evangelische Kirche in Wingershausen

Die Evangelische Kirche Wingershausen ist ein denkmalgeschütztes Kirchengebäude in Wingershausen, einem Stadtteil von Schotten im Vogelsbergkreis in Hessen. Die Kirchengemeinde gehört zum Dekanat Büdinger Land in der Propstei Oberhessen der Evangelischen Kirche in Hessen und Nassau.

## Geschichte
Fünf Kilometer von Schotten entfernt entstand im 8. Jahrhundert in Wingershausen eine Kirche, die im Hochmittelalter bereits sehr wahrscheinlich eine Großpfarrei war. Eine „ecclesia in Buchonia“ wird am 21. Juni 778 urkundlich erwähnt. Der Abt Beatus schenkte den iroschottischen Mönchen seines Klosters Honau acht Eigenkirchen, darunter eine „in Buchonia“, dem heutigen Schotten. Ein Bezug zur Kirche in Wingershausen lässt sich nicht nachweisen, aber die Beatus-Urkunde beweist, dass sich bereits um 750 das Christentum bis in den Vogelsberg ausgebreitet hatte.
Die Bedeutung der Kirchengründung in Wingershausen ist ersichtlich an der Vielzahl der Patrozinien: St. Peter und Paul, St. Bonifatius, St. Alexander, St. Processus und Martinianus, St. Martin, St. Ambrosius sowie St. Agnes und Scholastika.
Der Mainzer Erzbischof Erkanbald ließ angeblich im Jahre 1016 in Wingershausen eine Kirche weihen und versah sie mit einem großen Sendegebiet. Die Markbeschreibung der Kirche ist in zwei Fassungen überliefert. Allerdings gilt eine dieser Urkunden inzwischen als Fälschung aus der Mitte des 12. Jahrhunderts; der Fälscher war der in dieser Hinsicht berüchtigte Mönch Eberhard von Fulda, Schreiber des Codex Eberhardi.
Kirchliche Mittelbehörden waren das Erzbistum Mainz, das Archidiakonat St. Mariengreden, das Dekanat Friedberg, und der Sendbezirk Wingershausen.
Der Einfall von Anhängern des Königs Ludwig des Bayern 1327 in das Fuldaer Stiftsgebiet und die Niederwerfung eines Aufstandes Fuldaer Bürger 1331 hatten das Fuldaer Stift in große Finanznöte gebracht. Deshalb wurden Besitzungen verkauft oder verpfändet. Dem Kloster Blankenau wurde deshalb 1331, um die Not der Nonnen zu lindern, die Pfarrei Wingershausen inkorporiert.
Am 9. März 1433 stellte Konrad Greube, Pfarrer zu Wingershausen, ein Revers darüber aus, dass Propst Johann Fincke von Altenburg, Äbtissin Catharina von Romrod, Priorin Anna und der Konvent des Klosters Blankenau ihm die Pfarrei Wingershausen übertragen und sich mit ihm bezüglich der Pfarrkompetenz geeinigt hatten, wie bereits in der Urkunde vom 2. März 1433 festgelegt worden war.
Der Pfarrei Wingershausen flossen zum Ende des 15. und Beginn des 16. Jahrhunderts erhebliche Einnahmen zu. 1508 versprach Johann Hores, Pfarrer in Wingershausen, dem Kloster Blankenau, sein Amt auch selbst auszuüben; viele Pfarrer hielten sich nämlich nicht an ihre Residenzpflicht. Waren Kirchen einem Kloster inkorporiert, wurden sie von einem Weltpriester seelsorgerisch versorgt. Während das Kloster die Pfründe einstrich, musste der sogenannte „vicarius perpetuus“, der Weltgeistliche, beim Dienstantritt versprechen, mit dem Zehnten zufrieden zu sein. Der Kirche Wingershausen waren fünf Orte eingegliedert, die jährlich zehn fl. an das Kloster abgeben mussten. Die Zehnten hatten einen jährlichen Wert von 63 fl. Damit blieb dem Wingershäuser Pfarrer ein gutes Einkommen, das aber durch Naturkatastrophen beträchtlich gemindert werden konnte.
Im beginnenden Bauernkrieg wurde 1525 auch das Kloster Blankenau zerstört. Wenige Nonnen blieben in den folgenden Jahren in Blankenau. Im Jahr 1579 wurde das Kloster aufgegeben. Das Vermögen, das sich im „Kirchenkasten“ der Pfarrei Wingershausen aus der alten Sonderstellung angesammelt hatte, blieb offensichtlich auch über die Reformationszeit hinaus erhalten. Ausleihungen an Bedürftige im weiten Umkreis sprechen davon. Die kleine Gemeinde konnte auch ihr Gotteshaus von 1016 – im 14. Jahrhundert und um 1730 umgebaut – 1903/04 erweitern, d. h. wesentlich erneuern, dazu 1911/12 ein repräsentatives Pfarrhaus und einen Gemeindesaal bauen. Erst in der Inflationszeit der 1920er Jahre ging das Vermögen verloren.
Das Kopialbuch Blankenau verzeichnet 1508 mit Johann Hores seine letzte Pfarrbestallung für Wingershausen. Dann hatte die Landgrafschaft Hessen das Patronatsrecht. Die Pfarrei Wingershausen wurde in der Reformationszeit evangelisch. Bei der 1531 erfolgten Einteilung in verschiedene evangelische Superintendenturen ist Wingershausen unter der Superintendentur Alsfeld mit seinem Pfarrer Martinus gelistet - er war der erste evangelische Pfarrer in Wingershausen. Seine Herkunft und Lebensdaten liegen im Dunkeln. Sein Nachfolger war Johannes Lyncker 1553–1596.

## Beschreibung der Kirche
Die neugotische Saalkirche wurde auf den Grundmauern des Vorgängerbaus über T-förmigem Grundriss 1903–1904 nach einem Entwurf von Architekt Ludwig Hofmann aus Herborn mit Basalt-Bruchsteinen gebaut. Im nördlichen Winkel steht der mit einem spitzen achtseitigen Helm bedeckte Kirchturm, im südlichen ein kleiner Anbau für das Vestibül. Ein weiteres Portal befindet sich im Westen. Die Buntglasfenster, bei denen man sich am Jugendstil orientierte, wurden 1903 in der Werkstatt für Glasmalerei Hans Müller-Hickler in Darmstadt geschaffen. Auffallend ist das große Chorfenster mit der Darstellung der Kreuzigung Christi. Zu Füßen des Gekreuzigten kniet Maria Magdalena und umklammert den Kreuzstamm. Rechts im Fenster steht der Jünger Johannes, links die Mutter Maria. Die Darstellung aller Figuren zeugt von hohem glasmalerischem Können. Alle Gesichter, auch der Leib Christi, wirken sehr echt und plastisch und auch die Darstellung der farbigen Gewänder ist in sehr feiner und hochwertiger Detailarbeit durchgeführt. Es lässt sich ein Bezug zur Schule der Nazarener herstellen, die große Einflüsse auf die sakrale Kunst des 19. Jahrhunderts hatten. Es finden sich jedoch auch Anzeichen des Jugendstils (besonders beim Gesicht des Johannes) und einige Bezüge zur Renaissance, was die Gruppierung der Szene angeht. Über dem Haupt Christi tragen zwei Engel die Krone. Im Hintergrund ist eine Zypressenallee mit der Andeutung der Stadt Jerusalem auf dem Berge dahinter zu sehen.
Auch beim Innenausbau orientierte man sich am Jugendstil. Der Altar und die Kanzel stehen im Norden des östlichen Kirchenschiffs. Von der Kirchenausstattung der alten Kirche wurde das spätgotische Kruzifixus -entstanden um 1490- übernommen, während sich das gotische Taufbecken aus Sandstein erst seit 1966 in der Kirche befindet. Es stammt aus Reichensachsen bei Eschwege und diente dort zuletzt als Blumenkübel. Aus der alten Kirche wurden, aus Gründen des Denkmalschutzes, auch die beiden gotischen Holzsäulen übernommen, die, wie in der alten Kirche, im Westschiff ihre Weiterverwendung finden und heute auf Sandsteinsockel gesetzt sind. Die einmanualige Orgel mit neun Registern wurde von dem Frankenberger Orgelbaumeister Wolfgang Böttner, unter Einbeziehung alter Teile der Vorgängerorgel von Adam Karl Bernhard (1872), gebaut und zur 950-Jahr-Feier 1966 fertiggestellt.
Bis Anfang des 19. Jahrhunderts war auf dem weitläufigen Kirchengelände auch der Friedhof von Wingershausen. Hier stehen noch heute unter Denkmalschutz gestellte Grabsteine verstorbener Wingershäuser Pfarrer und Einwohner. Bis ins 17. Jahrhundert zurück reichen diese Relikte. In den 1960er Jahren wurden zwei an das Kirchengrundstück angrenzende, ältere landwirtschaftliche Hofreiten angekauft und abgerissen. Hierdurch konnte ein freier Blick zum Kirchenhügel und zur Kirche geschaffen werden.   
Zur Erinnerung an das im Jahr 2016 begangene 1000-jährige Kirchenjubiläum, wurde im Jahr 2018 auf dem Kirchengrundstück ein Gedenkstein errichtet. Der Stein, ein Basaltfindling aus der Gemarkung Wingershausen, ist mit einer Gedenkplatte versehen, die vom Aschaffenburger Bildhauer Herbert Deiss entworfen wurde. Sie zeigt die Kirche und das Wappen von Wingershausen mit den beiden Jahreszahlen 1016 und 2016. Die Glockengießerei Rincker veredelte den Entwurf mit einem Bronzeguss. Das Traditionsunternehmen aus Sinn, es zählt zu den ältesten Glockengießereien in Europa, hatte auch zwei der Wingershäuser Glocken, die während der Kriege abgegeben werden mussten, nach den beiden Weltkriegen 1932 und 1950 wieder neu gegossen. Das Kirchengeläut besteht heute aus drei Glocken.